# Lobbæk
Lobbæk är en ort på Bornholm i Danmark.   Den ligger i Bornholms regionkommun och Region Hovedstaden. Antalet invånare är 356.  Närmaste större samhälle är Rønne, 9 km väster om Lobbæk. 